# داماد إبراهيم باشا
داماد إبراهيم باشا البوسنوي (بالتركية: Damat İbrahim Paşa)‏ كان الصدر الأعظم للدولة العثمانية في عهد السلطان محمدالثالث في الفترة ما بين 4 أبريل 1596م حتى 25 يوليو 1596م،  ثم فترة ثانية من 5 ديسمبر 1596م إلى 3 نوفمبر 1597م ثم فترة ثالثة من 6 يناير 1599م إلى 10 يوليو 1601م.  تُوفي في 1601م بمدينة بلغراد.

## صفاته
يحتل داماد إبراهيم باشا مكانة بارزة بين صدور الدولة العثمانية، حيث تجمع المصادر على أنه كان وزيرًا نشيطًا وقائدًا ناجحًا، لم يُعرف عنه الاختلاس، وكان كريمًا وودودًا. وقد أتقن قيادة الجيوش التي أوكلت إليه، وأثبت مهارته في الإدارة، لا سيما عبر التدابير السياسية التي اتخذها وفقًا للظروف الزمانية والمكانية، مما مكّنه من ترسيخ النفوذ والسلطة العثمانية بسرعة في كل من حملات لبنان والحدود المجرية.
لكن مشاريعه لإقرار الصلح مع النمسا توقفت بوفاته، غير أنه أتاح الفرصة لظهور رجلين بارزين سيكملان مسيرته على الحدود المجرية، وهما صقللي زاده محمد باشا ومراد باشا القويوجي. ومن ناحية أخرى، تسبب في إبعاد العديد من رجال الدولة البارزين عن المشهد السياسي، كما كان له دور في مقتل كل من القائد فرهاد باشا، وخان القرم الأول، فتحي كراي.

## وفاته
توفي داماد إبراهيم باشا البوسنوي في معسكر بلغراد في 10 يوليو 1601م. وبعد أداء صلاة الجنازة عليه في المعسكر، تم نقل جثمانه إلى بلغراد.
ثم نُقل جثمانه لاحقًا إلى إسطنبول ودفن في القبر الذي بناه على الجانب المواجه للشارع من جامع شهزاده.

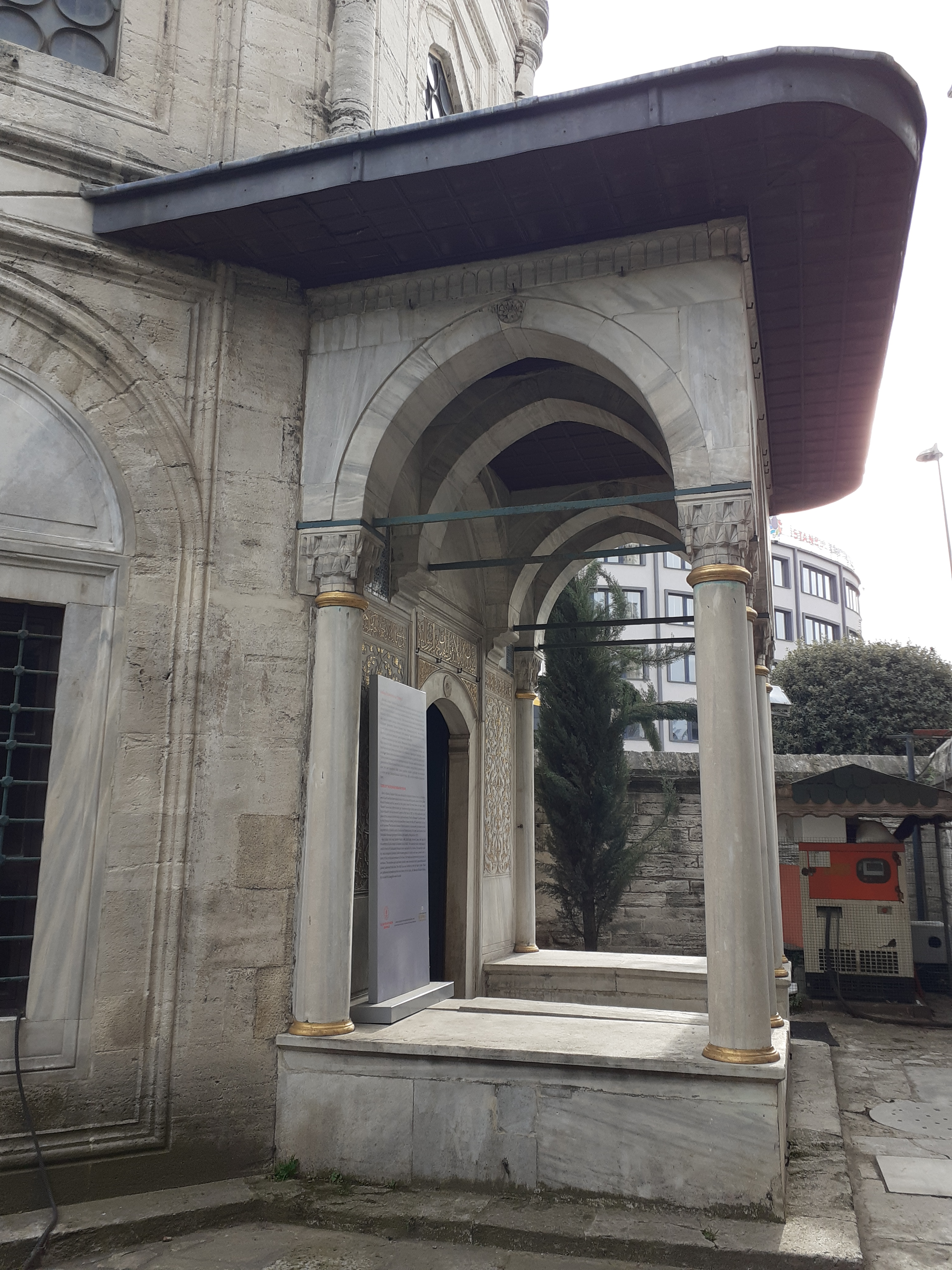
مدفن إبراهيم باشا البوسني في مقبرة جامع شهزاده باسطنبول.

## معرض صور

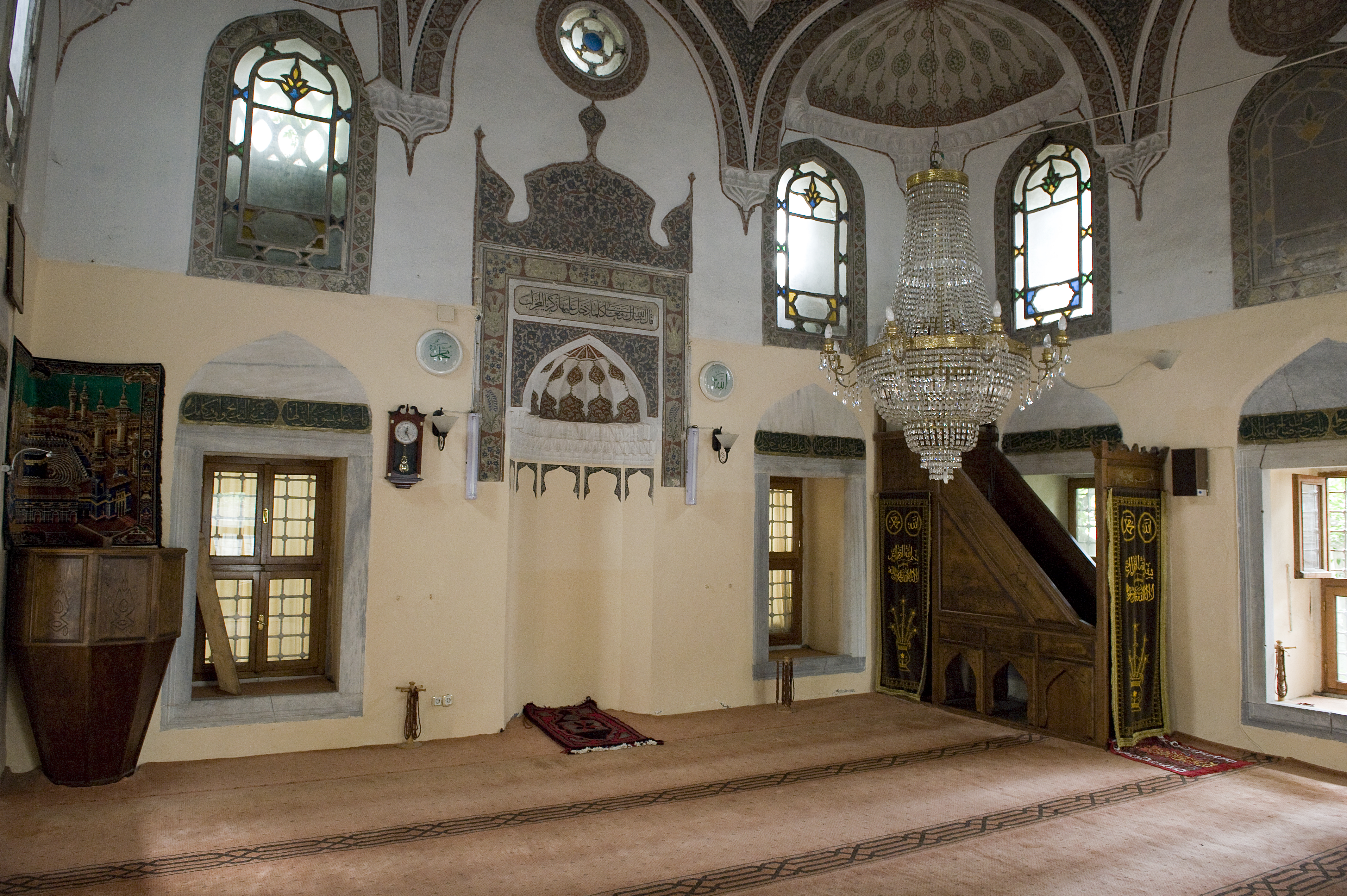
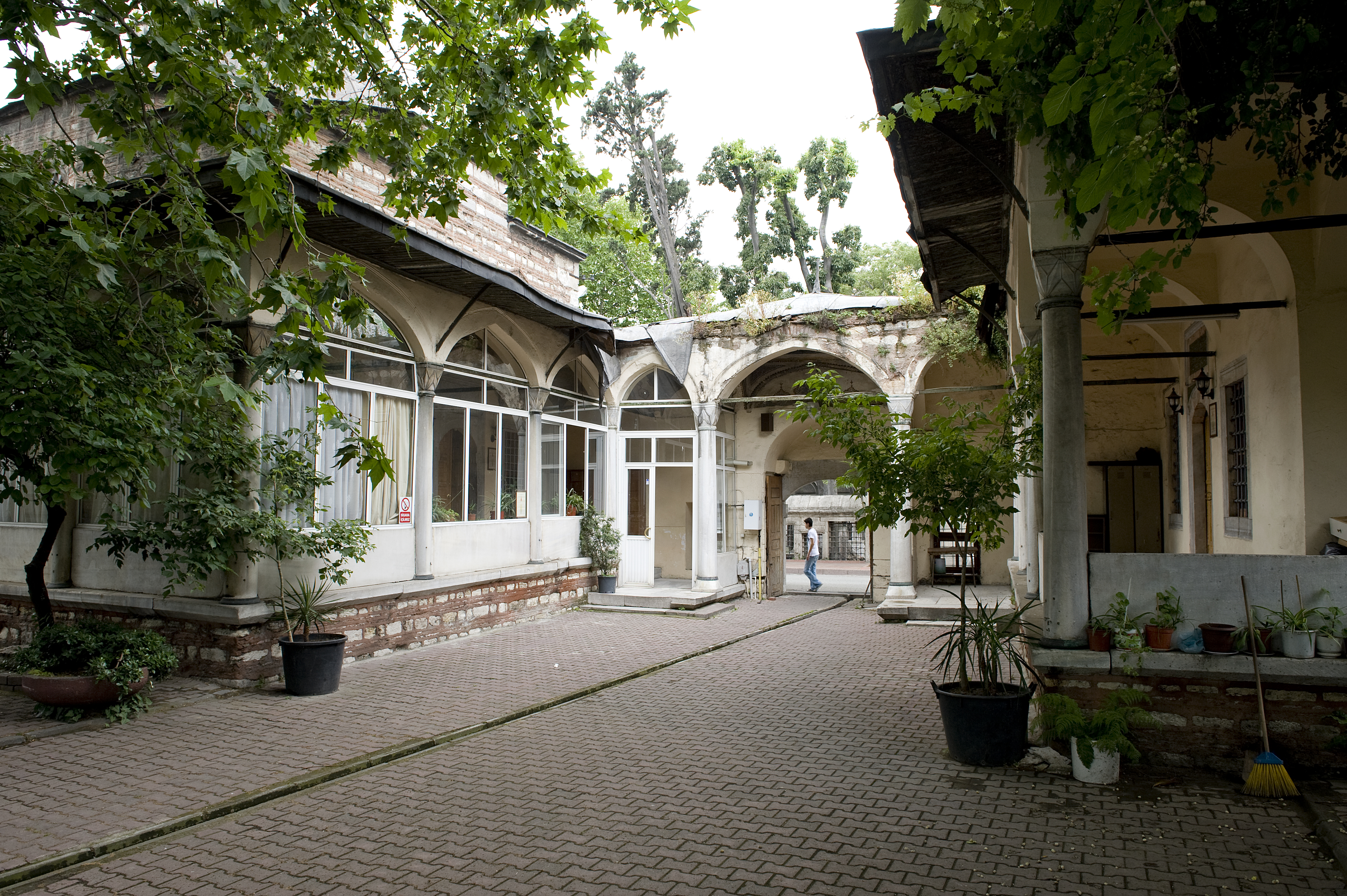
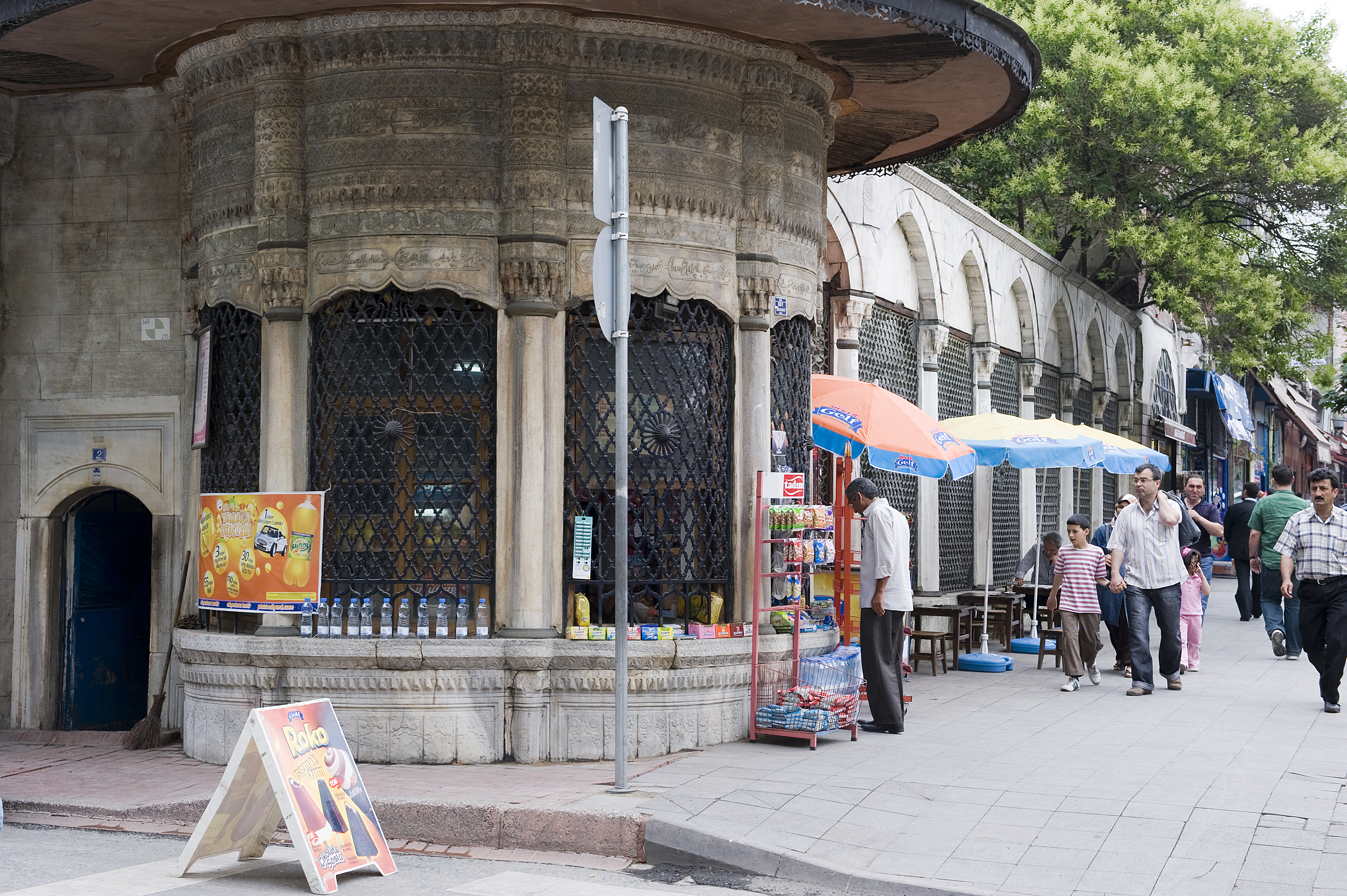